# Vallemí
Valle Mí este un oraș din departamentul Concepción, Paraguay.